# 城市情歌
《城市情歌》（英語：Songs and the City），2017年台灣偶像劇，由潘麗麗、嚴藝文、李佳豫、王凱、孫情、張瓊姿、陳子強領銜主演。2017年5月16日開鏡。於10月16日公視+開臺首日播出，全劇共40集，為公視+的開臺大劇。除節目外，製作單位亦邀請兩位劇中的童星演員小家福（劉珈瑄飾）與小裕實（陳羽翔飾），以及馬叔叔、嚴正嵐，共同演出「城市情歌番外篇 （页面存档备份，存于）」，觀眾可經由互動式劇情找出六組結局。

## 劇情
14歲的陳家福第一次回到阿嬤-陳秋月家，被母親拋棄後與阿嬤、姑姑-陳春蘭相依為命，在這裡也結交了重要的朋友-游裕實，從此之後將「秋月卡拉OK」視為是重要的家。
陳秋月之後因殺人罪入獄，秋月卡拉OK也因此沒落。
多年後阿福與出獄後的秋月重逢，因為阿福遭前男友盜領存款、加上小叔-陳春雄欠的債務，阿福決定將卡拉OK店重新開幕。

## 演員列表

### 主要演員
| 演員   | 角色     | 介紹 |
| 李佳豫 | 陳家福   | 原本在街頭賣行動麥克風，被男友騙錢後，為了幫賭博輸錢的小叔還錢，把以前阿嬤開的卡拉OK店重新裝潢成幸福卡拉OK。                 |
| 潘麗麗 | 陳秋月   | 人稱秋姨，秋月卡拉OK店的老闆，她是家福最愛的阿嬤，也是附近街區的扛霸子。                                                     |
| 嚴藝文 | 陳春蘭   | 阿福的姑姑，工作為算命師，小姑獨處多年後，終於找到對象，不過男友疑似劈腿，春蘭從電視上看到酒駕新聞旁邊的男友和一個女人勾手。 |
| 王凱   | 游裕實   | 家福的國小同學兼鄰居，職業為警察，對阿福有好感。                                                                             |
| 元六   | 游金寶   | 阿實的爸爸，職業為警察，也是阿福爸爸的同事。                                                                                 |
| 孫情   | 老海哥   | 阿實的爺爺，剛開始一直懷疑秋月越獄，警察退休，個性有點貪小便宜，講話幽默。                                                   |
| 向娃   | 愛嬌里長 | 秋月的好姊妹，年輕時受到秋月的照顧。                                                                                         |
| 張瓊姿 | 泰瑞莎   | 秋月的好姊妹。 |
| 陳子強 | 陳春雄   | 阿福的叔叔，為了一個女人離家多年，回到家後和姐姐春蘭借了一萬元賭博，沒想到又輸了一百萬。                                     |
| 李國超 | 老蕭     | 計程車司機，秋月的老朋友。                                                                                                   |
| 卞慶華 | 蕭子     | 老蕭的兒子，是懷寧醫院的住院醫生。                                                                                           |
| 張世賢 | 張文奇   | 子杰的好朋友，懷寧醫院的護理師。                                                                                               |
| 唐玲   | 枝枝姐   | 花店老闆，曾受過秋月幫助。                                                                                                   |
| 賴蓓蓓 | Maggie   | 枝枝姐的女兒，為音樂老師。                                                                                                   |
| 方大緯 | 羅安哲   | 家福的前男友，騙走她準備購買房子的頭期款後消失無蹤。                                                                         |
| 林小樓 |          | 家福的母親，拋棄年幼的家福後遠走他鄉。                                                                                       |

## 製作團隊
- 監製：於蓓華
- 製作人：鄭秀英、林彥輝
- 導演：黃朝亮
- 編劇：張綺恩、李婕瑀、張文綺
- 攝影：秦廷宇、趙維杰、邱筱昌
- 製作公司：公共電視

## 獎項紀錄
| 年份   | 頒獎典禮     | 獎項           | 入圍者     | 結果 |
| ------ | ------------ | -------------- | ---------- | ---- |
| 2018年 | 第53屆金鐘獎 | 戲劇節目獎     | 戲劇節目獎 | 提名 |
| 2018年 | 第53屆金鐘獎 | 戲劇節目導演獎 | 黃朝亮     | 提名 |

## 外部連結
- 官方网站－公視
- 城市情歌的Facebook專頁
- 公視+ 「城市情歌 （页面存档备份，存于）」節目頁
- 工具與故事：互動劇的煉成 （页面存档备份，存于）